# Convolvulus excelsus
Convolvulus excelsus är en vindeväxtart som beskrevs av Robert Reid Mill. Convolvulus excelsus ingår i släktet vindor, och familjen vindeväxter. Inga underarter finns listade i Catalogue of Life.